# 鸭志田一
鸭志田一（日语：鴨志田 一，1978年4月11日—）是日本小說家、編劇，神奈川县出身。笔名的来源是自己就读的小學的名字。2007年以作品《無神世界英雄傳》（日语：神無き世界の英雄伝）出道，代表作品有《櫻花莊的寵物女孩》及《青春豬頭少年》系列。

## 作品列表

### 轻小说
- 《無神世界英雄傳（日语：神無き世界の英雄伝）》系列，電擊文庫，全3卷完結（2007年）
- 《輝夜姬〜月兔的银色方舟〜（日语：Kaguya 〜月のウサギの銀の箱舟〜）》系列，電擊文庫，全5卷完結（2008年－2009年）
- 《樱花莊的宠物女孩》系列[2]，電擊文庫，全13卷完結（2010年－2014年）
- 《放學後的偶像 我與學生會長的××》（放課後あいどる 僕と生徒会長の××），GAGAGA文庫（2011年）
- 《青春豬頭少年》系列，電擊文庫，全16卷完結（2014年4月－2025年7月）[3]

### 漫画原作
- 《虎吻 A School Odyssey》，由擔當繪畫。《月刊Comic電擊大王》（ASCII Media Works），全4卷（2012年6月号 - 2014年8月号）

### 改編漫画
- 《樱花莊的宠物女孩》，由草野擔當繪畫。全8卷完結（2011年－2016年）
- 《青春豬頭少年不會夢到兔女郎學姊》，由擔當繪畫。全2冊完結（2016年－2018年）
- 《青春豬頭少年不會夢到小惡魔學妹》，由擔當繪畫。全2冊完結（2018年－2019年）
- 《青春豬頭少年不會夢到理性小魔女》，由擔當繪畫。全2冊完結（2020年－2022年）
- 《青春豬頭少年不會夢到嬌憐看家妹》，由吉邊Akuro擔當繪畫。已出版1冊（2023年－）
- 《青春豬頭少年不會夢到懷夢美少女》，由擔當繪畫。已出版1冊（2023年）

### 劇本
- 《樱花莊的宠物女孩》
- 《M3〜其為黑鋼〜》
- 《选择感染者WIXOSS》
- 《機動戰士高達 鐵血的孤兒》（兼設定考証）
  - 《機動戰士高達 鐵血的孤兒 獵殺兀爾德》
- 《Just Because!》（兼劇本統籌）
- 《青春豬頭少年不會夢到兔女郎學姊》
- 《青春豬頭少年不會夢到懷夢美少女[[[Wikipedia:格式手册/链接#章節|錨點失效]]]》
- 《青春豬頭少年不會夢到嬌憐外出妹[[[Wikipedia:格式手册/链接#章節|錨點失效]]]》
- 《青春豬頭少年不會夢到紅書包女孩[[[Wikipedia:格式手册/链接#章節|錨點失效]]]》
- 《星期一的豐滿》第二季
- 《奇異賢伴 黑色天使》